# اشتودرا
اشتودرا (به لاتین: Štodra) یک منطقهٔ مسکونی در مونته‌نگرو است که در شهرداری اولکینج واقع شده‌است. اشتودرا ۱۱۲ نفر جمعیت دارد.